# 常福寺 (足立区)
常福寺（じょうふくじ）は、東京都足立区にある真宗大谷派の寺院。

## 歴史
1216年（建保4年）、入信によって開山された。入信は親鸞の高弟二十四輩の一人であり、俗名は「八田七郎知朝」であった。常陸国那珂郡八田郷（現・茨城県常陸大宮市八田）の地に寺院を創建したのが当寺の起源である。
その後、第12世信祐の代に、江戸浅草に寺を移転した。
なお、起源を同じくする寺として、茨城県つくば市の常福寺がある。この寺も山号と院号が同じ「佛名山玉川院」であり、真宗大谷派に属している。
1923年（大正12年）の関東大震災で焼失したため、現在地に移転した。
現在の本堂は、1965年（昭和40年）に新築したものである。

## 交通アクセス
- 竹ノ塚駅より徒歩15分（経路案内）。